# Pałac w Krzelowie
Pałac w Krzelowie – zabytkowy pałac z połowy XVIII wieku wybudowany przez spadkobierców Ulriki Luisy z domu Koppern.
Położony jest we wsi Krzelów, w województwie dolnośląskim.
Stanowi jedną z najbardziej reprezentatywnych budowli Krzelowa. Obiekt jest objęty ochroną konserwatora zabytków i zakwalifikowany jako zabytek klasy 1.

## Architektura
Budynek kompleksu wzniesiono w latach 30. XVIII wieku jako budynek trzykondygnacyjny z
podpiwniczeniem i charakterystycznym elementem architektonicznym XVIII w. w postaci wieżyczki. Bryła budynku prosta zbliżona formą do prostopadłościanu, przekrycie zrealizowano poprzez dach czterospadowy (kopertowy) o małym kącie nachylenia połaci. 
Budynek wzniesiono w technologii tradycyjnej murowej. Budynek posadowiono na ścianach fundamentowych murowanych z cegły pełnej. Ściany zewnętrzne nośne wykonano z cegły pełnej na zaprawie cementowo – wapiennej o grubości konstrukcyjnej wynoszącej około 70 cm. Ściany nośne wewnętrzne wykonano z cegły pełnej na zaprawie cementowo – wapiennej. Obiekt przekryto dachem czterospadowym (kopertowym) o konstrukcji drewnianej i małym kącie spadku połaci dachowej.

## Historia właścicieli
Dobra ziemskie w Krzelowie Górnym i Dolnym stanowiły własność von Gersdorfów, od których odkupił je von Brown, w 1787 r. wzmiankowany jako posiadacz wsi. Następnie w 1836 roku majątek ten nabyła rodzina Ulriki Luisy z domu Koppern. Prawdopodobnie wkrótce potem przystąpiono do budowy pałacu oraz założono park. Następne informacje o właścicielach posiadłości pochodzą z 1876 roku – według ksiąg adresowych stanowiła własność Gustawa Gohle. Od 1905 do czasów II wojny światowej pozostawała w rękach Paula Kaherta.

## Park krajobrazowy
Park krzelowski został wpisany do rejestru zabytków. Został założony około połowy XIX wieku, zapewne wkrótce po wybudowaniu pałacu. Cały kompleks zieleni ma wydłużony kształt i znajduje się po zachodniej stronie pałacu, nieopodal rzeki Jezierzycy. Na drzewostan składają się m.in. dęby, kasztanowce, platany, świerk srebrzysty, jodła jednobarwna, żywotnik zachodni, dęby czerwone, wiązy polne. Większość drzew liczy ok. 120 lat. W południowej części parku znajduje się starodrzew dębowy, będący pozostałością naturalnego drzewostanu. Jeden z dębów ma ok. 350 lat, kilka – ok. 200 lat.

## Pałac obecnie
Pałac ma obecnie dwie kondygnacje i piwnice oraz wieżę dobudowaną od zachodu. Fasada zwrócona jest na północ. Dziedziniec folwarczny ograniczony został budynkami gospodarczymi. Aktualnie w odnowionym pałacu mieści się szkoła podstawowa.